# Izjasław III Dawidowicz

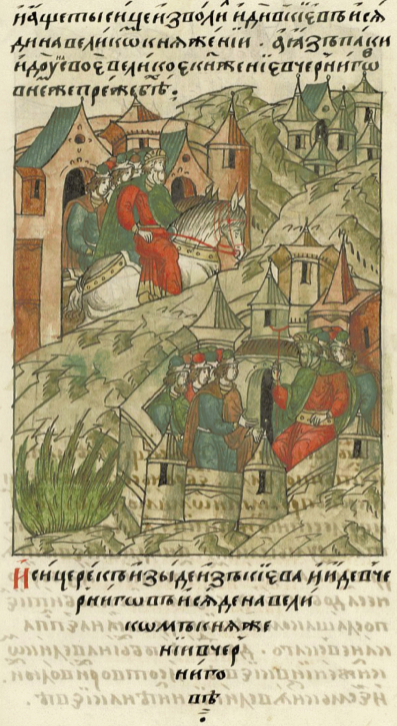
Iziasław III Dawidowicz wyrusza z Kijowa do Czernichowa

Iziasław III Dawidowicz, ros. Изяслав III Давидович (?–1162) – książę czernihowski (1152–1154, 1155–1157) i wielki książę kijowski (1154–1155, 1157–1158, 1162). Syn Dawida Światosławowicza z Czernihowa.